# Vaux-en-Amiénois
Vaux-en-Amiénois là một xã ở tỉnh Somme, vùng Hauts-de-France, Pháp.
Thị trấn này có cự ly khoảng 5 miles về phía tây bắc của Amiens, trên đường D97.

## Dân số
| 1962                                                  | 1968 | 1975 | 1982 | 1990 | 1999 |
| ----------------------------------------------------- | ---- | ---- | ---- | ---- | ---- |
| 286                                                   | 309  | 322  | 401  | 392  | 389  |
| Số liệu dân số từ năm 1962, dân số không tính hai lần |      |      |      |      |      |